# 一切都很重要
《一切都很重要》（德語：Alles was zählt）是2006年9月4日在RTL首播的德国电视肥皂剧。